# Epsilogaster faviolae
Epsilogaster faviolae är en stekelart som beskrevs av Valerio och Whitfield 2002. Epsilogaster faviolae ingår i släktet Epsilogaster och familjen bracksteklar. Inga underarter finns listade i Catalogue of Life.